# Népek tavasza

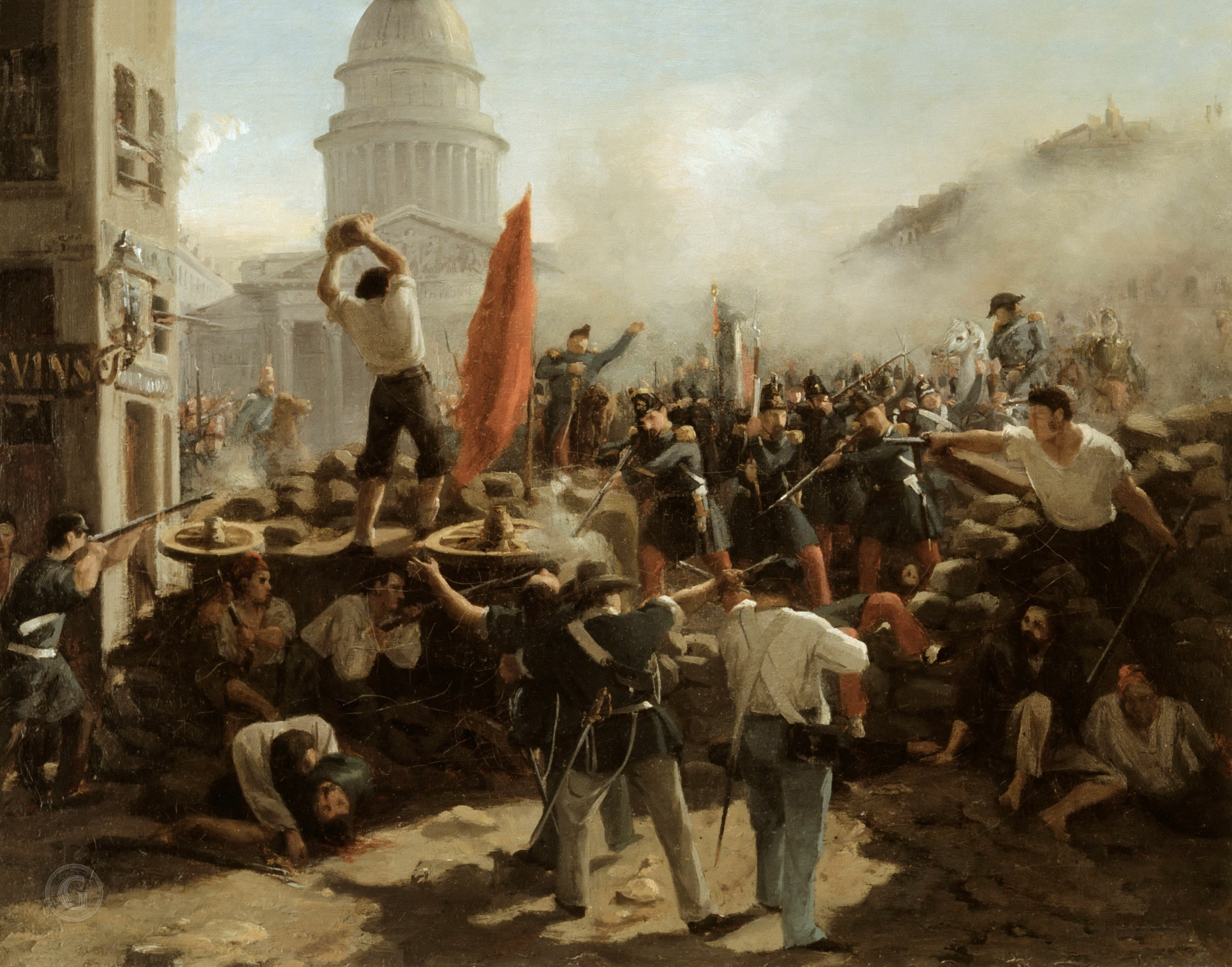
A párizsi forradalom

A népek tavasza vagy 1848-as forradalmak 1848–1849-ben zajló forradalmi mozgalmak sorozata volt az európai országokban. A kontinens történetében máig ez a legnagyobb forradalmi hullám.
A liberális és demokratikus megmozdulásokat alapvetően a polgári középosztály kezdeményezte és vezette. Céljuk a monarchikus kormányzati rendszerek megdöntése vagy megreformálása, valamint új nemzetállamok létrehozása volt. Az eseményeket a francia februári forradalom indította és hatására a mozgalom rövid időn belül több mint 50 akkori államalakulatra kiterjedt, bár az egyes forradalmak között nem volt rendszeres kapcsolat vagy együttműködés. A kiváltó okok közé tartozott az, hogy a polgárság képviseleti demokrácia útján részt követelt a kormányzásból, a sajtó- és szólásszabadság iránti vágy, a szociális feszültségek, valamint a nemzeti ébredési mozgalmak által kiváltott nacionalista eszmék.
A felkeléseket a közép- és munkásosztálybeli reformerek alkalmi koalíciói vezették, amelyek a vitás kérdések miatt többnyire hamar felbomlottak. A legtöbb forradalmat hamar leverték; az összecsapásoknak több tízezer halálos áldozata volt és sokan száműzetésbe kényszerültek. A forradalmak maradandó eredményei közé tartozott a jobbágyrendszer felszámolása Ausztriában és Magyarországon, az abszolút monarchia alkotmányos reformja Dániában és a képviseleti demokrácia bevezetése Hollandiában. A forradalmi hullám Franciaországot, az Osztrák Császárságot (beleértve a magyar forradalmat és szabadságharcot), a Német Szövetség államait és Itáliát érintette leginkább.

## Előzmények

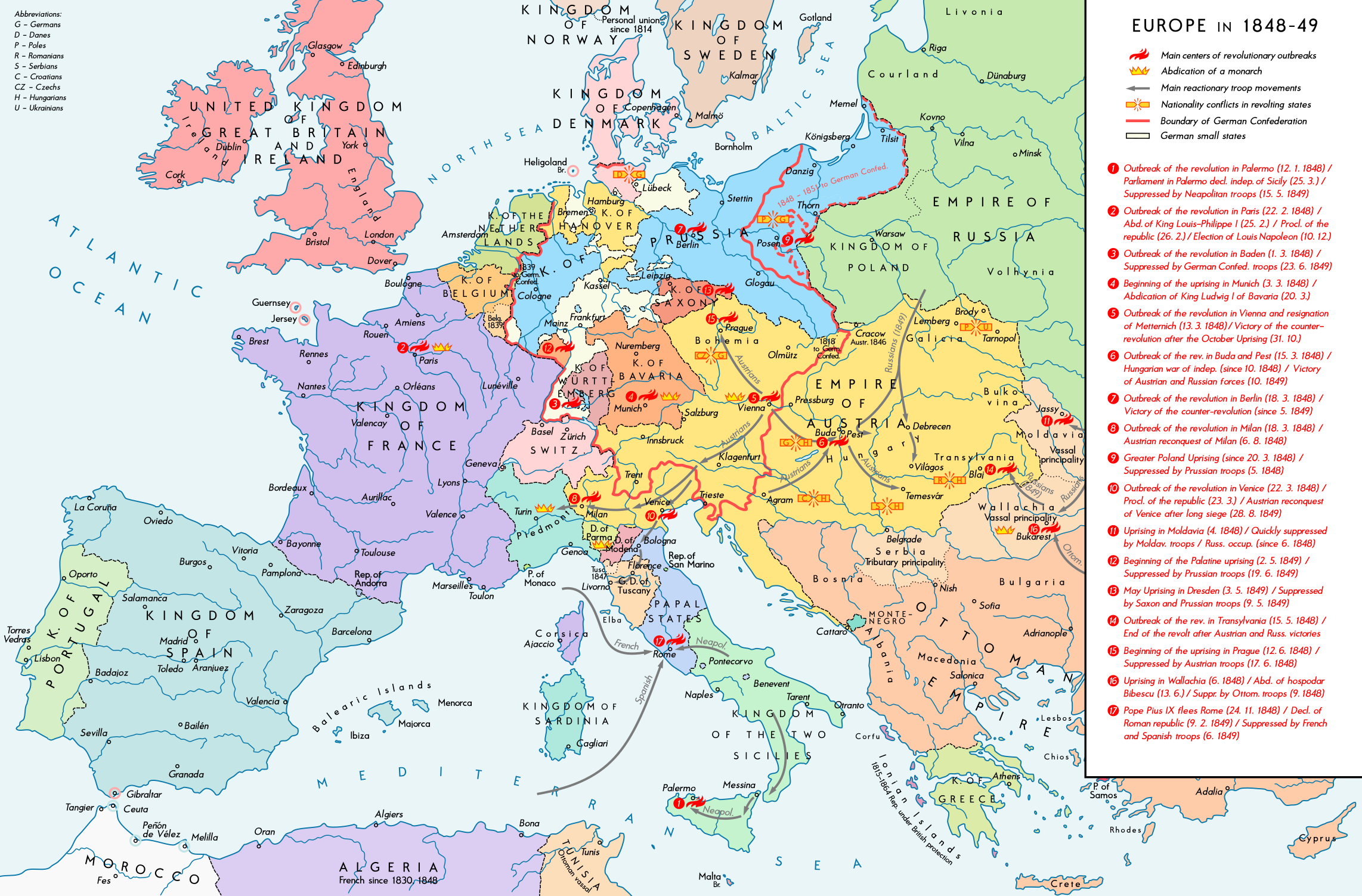
Európai forradalmak 1848-49-ben

A forradalmi hullámnak számos oka és mozgatórugója volt; annyira, hogy nehéz azt egységes mozgalomként tekinteni. A 19. század első felében az európai országok társadalmaiban jelentős változások mentek végbe és a kormányok is liberális vagy radikális eszmék hatása alá kerültek. 
A dolgozó osztályok életét az ipari forradalom alapvetően megváltoztatta. Az egyre elterjedtebb és népszerűbb sajtó olyan új eszmékkel ismertette meg az olvasóit, mint a liberalizmus, nacionalizmus és a szocializmus. A szegény munkások és parasztok elégedetlenséget fokozta, hogy rossz termés esetén (különösen 1846-ban) a gyorsan növekvő lakosság nem jutott elég élelemhez. 

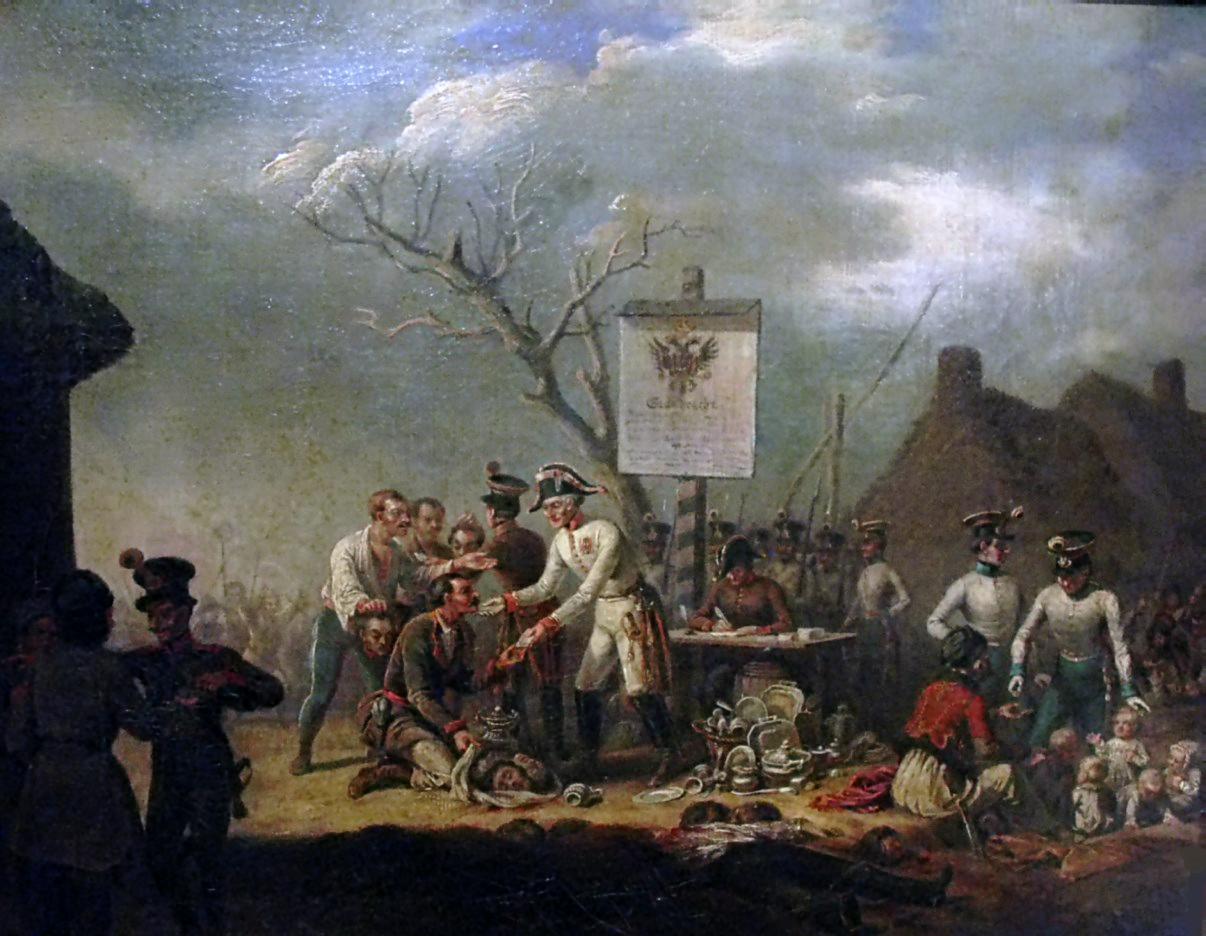
A galíciai mészárlás (Jan Lewicki képe a nemesek legyilkolásáról 1846-ban)

A társadalom felsőbb rétegeiben, még a nemesek között is, nőtt a politikai reformok iránti igény, egyre elégedetlenebbek voltak az abszolutista monarchiákkal. 1846-ban a lengyel nemesség felkelést indított az Ausztriához tartozó Galíciában, ám nem sikerült bevonniuk a parasztságot, akik ellenségesen léptek fel a nemesekkel szemben. Ezt követően a poroszországi lengyel területeken is szervezkedés kezdődött, amelyet azonban elárultak és a porosz hatóságok még idejében letartóztatták a hangadókat.
1848 februárjában a főleg emigráns német munkásokat tömörítő, de nemzetközi tagságú Kommunisták Szövetsége kérésére Karl Marx és Friedrich Engels közzétették a Kommunista kiáltványt. Márciusban a berlini felkelést követően Németországban agitáltak és követelték a nemzeti egyesülést, az általános választójogot és a feudális kötelezettségek eltörlését.
A középosztály és a dolgozók egyaránt reformokat kívántak és sok esetben konkrét céljaik is megegyeztek. A forradalmakban azonban más módon vettek részt. A kezdeményezők általában középosztálybeliek voltak, míg a harcokban főleg szegények vettek részt. Az első felkelésekre a városokban került sor. 

### Az ipari munkásság
A 19. század első felében Franciaországban a vidék lakossága gyors ütemben nőtt és sokan a városokba költöztek, hogy ott keressenek megélhetést. A képzetlen munkások napi 12–15 órát dolgoztak (ha kaptak egyáltalán munkát) és csak nyomortanyákon találtak szállást. A gazdag polgárság tartott tőlük és igyekezett elkülöníteni magát a szegényektől. A képzett kézművesek jobb körülmények között éltek, de az ő egzisztenciájukat is fenyegette az iparosítás. Hagyományos érdekvédő szervezeteik, a céhek is elvesztették befolyásukat és megszűntek. Az iparűzési szabályok liberalizálása és az üzemek elterjedése szélesítette a szakadékot a mesterek, valamint a segédek és inasok között is; utóbbi két csoport létszáma Németországban aránytalanul, 93%-kal megnőtt 1815 és 1848 között. Jelentős munkástiltakozásokra került sor Lyonban (1831-ben és 1834-ben) és Prágában (1844) is. 1825 után a városi szegények (napszámosok, gyári munkások, kézművesek) vásárlóereje eléggé meredek csökkenésnek indult: Belgiumban, Franciaországban és Németországban a városiak összhúsfogyasztása a gyarapodó népesség ellenére nem változott. Az 1847-es gazdasági válság megnövelte a munkanélküliséget; ebben az évben csak Bécsben tízezer gyári munkás maradt munka nélkül, Hamburgban pedig 129 cég jutott csődbe. Általában azokban a nyugat-európai országokban tört ki a forradalom a következő évben, amelyeket leginkább érintette a válság (Hollandia kivételével).
Németország keleti felén, Poroszországban is megkezdődött az iparosodás. Az 1840-es években főleg a gépesített textilkészítés fejlődött, amely olcsó termékeivel aláásta a német takácsok tömegeinek megélhetését. A kormányzat óvatos reformokkal eltörölte a leggyűlöltebb feudális kötelezettségeket, de az ipari munkások helyzetén ez nem javított.
A munkások jövedelmük felét voltak kénytelenek élelemre fordítani, ami így is csak többnyire kenyérből és burgonyából állt. Rossz termés esetén az árak magasra szöktek és egyúttal csökkent az iparcikkek iránti kereslet is, így megugrott a munkanélküliség.

### A parasztság
A vidéki népesség növekedése élelmiszerhiányhoz, a földbirtokok elaprózódásához és elvándorláshoz vezetett; utóbbi célpontja lehetett országon belüli, de sokan keltek útra Amerikába is. A parasztok elégedetlensége is fokozódott az 1840-es években, gyakrabban szegtek törvényt és foglalták el a közösségi földeket. A Rajnai Palotagrófságban például az 1829–30-as években százezer embert ítéltek el falopásért, míg 1846–47-ben már 185 ezret. 1845-ben és 1846-ban a burgonyavész élelmiszerválságot idézett elő Észak-Európában. Sziléziában általánossá vált a földesúri burgonyaraktárak fosztogatása. A burgonyavész legsúlyosabb következménye a nagy írországi éhínség volt, de hasonló körülmények uralkodtak Skóciában és az európai kontinens több régiójában. Csehországban a krumplitermés felére csökkent, de pl. a Rajna-vidéken a rozs hozama esett az ötödére. A hiány az élelmiszerárak meredek emelkedését hozta magával; a búza ára Franciaországban és Észak-Olaszországban a duplájára nőtt. 1846–47-ben Franciaországban 400 zavargásra került sor az élelmiszerárak miatt, Németországban pedig a rossz életkörülmények miatti tiltakozások az 1830–39 közötti 28-ról 103-ra nőttek 1840 és 1847 között. A parasztok leggyakoribb panaszai közé tartozott a közösségi földek elvesztése, az erdőhasználat szigorítása és a még megmaradt feudális kötelezettségek (pl. a robot az Osztrák Császárság azon részein, ahol még nem törölték el a jobbágyrendszert).
A paraszti elégedetlenség nem mindig találkozott a városi forradalmi mozgalommal. Magyarországon a Pesten népszerű Petőfi Sándor megbukott a vidéki képviselőválasztáson. Bécsben a demokrata Hans Kudlich arról panaszkodott, hogy erőfeszítéseire ellenére nem sikerült áttörnie az osztrák parasztok közönyének falát.

### Az eszmék szerepe
A kormányok és a reakciós pártok erőteljes – sőt sok esetben erőszakos – intézkedései ellenére egyre népszerűbbé váltak az olyan politikai eszmék, mint a demokrácia, a liberalizmus, a radikalizmus, a nacionalizmus vagy a szocializmus. Az aktivisták általános demokratikus jogokat követeltek: alkotmányt, általános (férfi) választójogot, szólás- és sajtószabadságot; ezenkívül polgári milícia felállítását, a parasztság felszabadítását, a gazdaság liberalizációját, a vámhatárok eltörlését és az uralkodói hatalom korlátozását.
A korabeli szóhasználatban a demokrácia a parlamentek felállítását vagy a meglevők esetében a csak gazdagokra korlátozott választójog kiterjesztését jelentette. Liberalizmus vagy szabadelvűség alatt az állam és egyház hatalmának csökkentését, republikánus kormányzatot, egyéni szabadságjogokat és sajtószabadságot értettek. Az 1840-es években számos radikálisan liberális sajtótermék kezdte meg működését, mint Kossuth Lajos Pesti Hírlapja (1841), a német Rheinische Zeitung (1842), a francia Le National és a La Réforme (1843) az osztrák  Grenzboten (1841); Norvégiában és Svédországban pedig megnövelte példányszámát a korábban alapított Morgenbladet és Aftonbladet.
A nacionalista mozgalmak a nemzetek egyesítését (pl. a németek és olaszok esetében) vagy önállóságuk elnyerését (magyarok, csehek, horvátok stb.) tűzték ki célul. Az irredenták népszerűsége is növekedett; az 1845-ös würzburgi dalfesztiválon pl. a Schleswig visszaszerzését követelő énekek voltak túlsúlyban.
Az 1840-es években a szocializmus még kiforratlan eszme volt és pontos definíciója még hiányzott, de általában azok használták, akik politikai hatalmat kívántak adni a dolgozóknak és az ő tulajdonukba akarták adni a termelőeszközöket (földet, gyárakat). 
Azokat, akik a fenti eszméket együttesen képviselték, nevezték radikálisoknak.

## Az események általános lefolyása

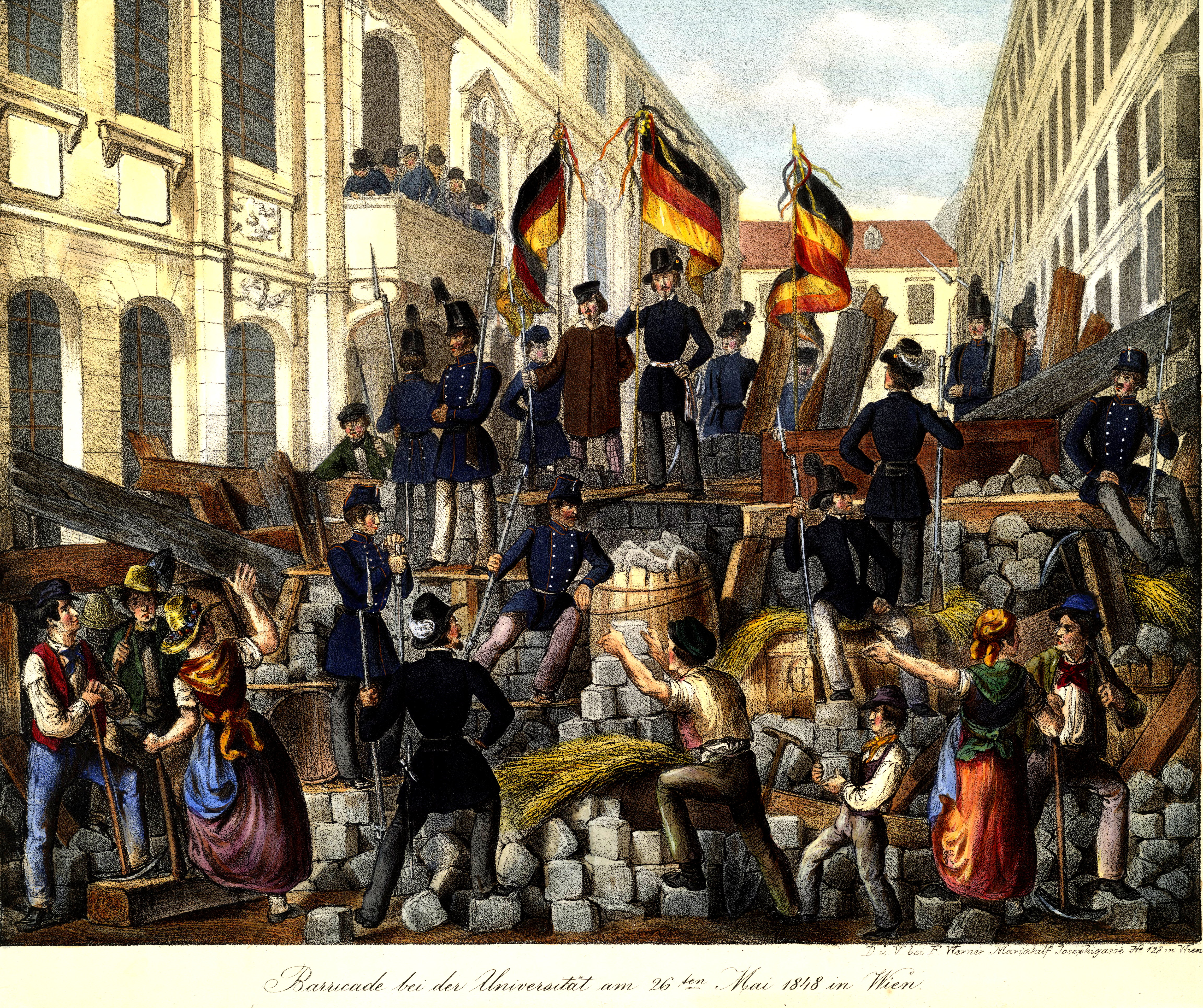
Barikádok Bécs utcáin 1848 májusában

Bár a forradalmaknak minden országban megvolt a maga időzítése, de általánosságban a legtöbbet hirtelen siker, majd ezt követően gyors bukás jellemezte.
- 1848 tavasza – váratlan siker. 1848 tavaszán a forradalmak elképesztő intenzitással lobbantak fel Európa országaiban és mindenütt úgy tűnt, hogy már közel állnak a sikerhez. A korábban száműzött politikai aktivisták sietve hazatértek, hogy kihasználják a lehetőséget. Franciaországban megbukott a monarchia és köztársaság vette át a helyét. A nagyobb német és olasz államokban, csakúgy mint Ausztriában a régi kormányzat liberális alkotmányt kényszerült elfogadni. Megindult az olaszok és a németek egyesülési folyamata. A bécsi kormány részleges autonómiát adott a magyaroknak és a cseheknek.[19]
- 1848 nyara – a reformerek megosztottsága. Franciaországban véres utcai harcok törtek ki a reformer középosztálybeliek és a radikális munkások között. A német reformerek vég nélküli vitákba bonyolódtak, anélkül hogy addigi eredményeiket véglegesítették volna.[20]
- 1848 ősze – a reakció megszervezi az ellenforradalmat. Az események által meglepett arisztokrácia rendezte sorait és szervezkedni kezdett a hatalom visszaszerzése érdekében.[20]
- 1849–1851 – a forradalmi rezsimek bukása. A forradalmi kormányok 1849 nyarára valamennyien megbuknak és a reakciós erők visszaszerzik a hatalmat. A forradalmak vezetői közül sokan külföldre menekülnek. Bizonyos szociális intézkedéseik érvényben maradnak és évekkel később a német és olasz nacionalistáknak sikerült levezényelniük a nemzeti egyesítést, a magyarok pedig jelentős autonómiát kaptak.[21]

## Események országok szerint

### Szicília

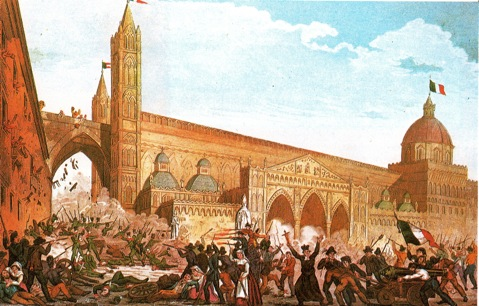
Forradalom Palermóban

Az első 1848-as forradalom január 12-én tört ki Szicíliában a Bourbon-uralom ellen, bár a többi ország mozgalmaira nem volt jelentős hatással. A szicíliaiak az előző évtizedekben kétszer is fellázadtak és ezúttal sikerült is elűzniük az uralkodót, viszonylag liberális és demokratikus alkotmányt fogadtak el és kezdeményezték az olasz egyesítést is. 16 hónappal később a Bourbonok visszatértek. Uralmuknak Olaszország egyesítési mozgalma (Risorgimento) vetett véget 12 évvel később.

### Franciaország
A februári forradalmat az váltotta ki, hogy a kormányzat betiltotta a tömeggyűléseket, majd a tilalom kijátszására szervezett privát „banketteket” is. A nacionalista és republikánus eszmék által hajtott forradalmárok megdöntötték Lajos Fülöp alkotmányos monarchiáját és kikiáltották a második köztársaságot. Az állam elnökévé Lajos-Napóleont választották, aki 1852-ben államcsínnyel diktatúrát vezetett be, majd kikiáltotta magát császárrá.

### Osztrák Császárság

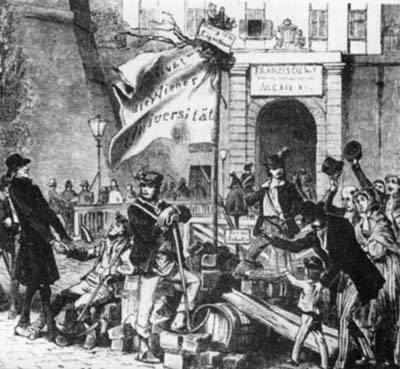
A bécsi diákság Akadémiai Légiója

A Habsburg-birodalom bel- és külpolitikáját a konzervatív Metternich herceg irányította, aki elsődleges feladatának a hatalmi status quo fenntartását tartotta és erőteljesen igyekezett elfojtani minden liberális vagy nacionalista mozgalmat, amely veszélyeztethette volna a birodalom egységét. Miután a párizsi forradalom híre eljutott Bécsbe, 1848. március 13-án tömegtüntetések kezdődtek, amelyek véres összecsapásokká fajultak. A tömeg Metternich távozását követelte, aki – miután nem kapott támogatást az uralkodótól, sem szövetségeseitől – lemondott és külföldre menekült. Ferdinánd császár liberális kormányt nevezett ki, amelynek azonban nem sikerült megszilárdítania a helyzetét: az év folyamán öt kormány váltotta egymást. A bécsi forradalmat követően tüntetésekre és felkelésekre került sor Magyarországon és az osztrák uralom alatt lévő Észak-Itáliában is. A konzervatív erők bizonytalanságát fokozták a katonai kudarcok Milánóban, ahol Radetzky tábornok kénytelen volt visszavonulni a felkelők elől és Lombardia, valamint Velence kikiáltotta függetlenségét. Nyár elején parlamenti választásokat tartottak, amelyeken azonban a választók bizonytalansága folytán inkább konzervatív vagy mérsékelt liberális jelöltek nyertek mandátumot. Az osztrákokat megosztotta az a kérdés is, hogy a német nyelvű tartományok csatlakozzanak-e az egyesülő Németországhoz; erről a frankfurti parlament ülésein sem sikerült dönteni. A konzervatív fordulatot segítette, hogy Radetzky júliusban a custozai csatában döntő vereséget mért az itáliai felkelőkkel szövetséges szárd-piemonti seregre. Június 12-én Prágában Windisch-Grätz herceg kiprovokált egy felkelést, majd a katonasággal leverte és statáriumot vezetett be; egyúttal feloszlatta az ülésező pánszláv kongresszust. 
Október 6-án egy újabb bécsi forradalom tört ki, amely hiába kapott némi segítséget a magyar kormánytól, hamarosan elbukott. Ferdinánd császárt december 2-án lemondatták és helyét a fiatal és energikus Ferenc József vette át. 1849 elején az osztrák hadsereg hátrányba került a Habsburgokkal immár szakító magyarokkal szemben, Itáliában azonban jelentős sikereket ért el és május végére ezen a fronton teljes győzelmet aratott.       

#### Magyarország

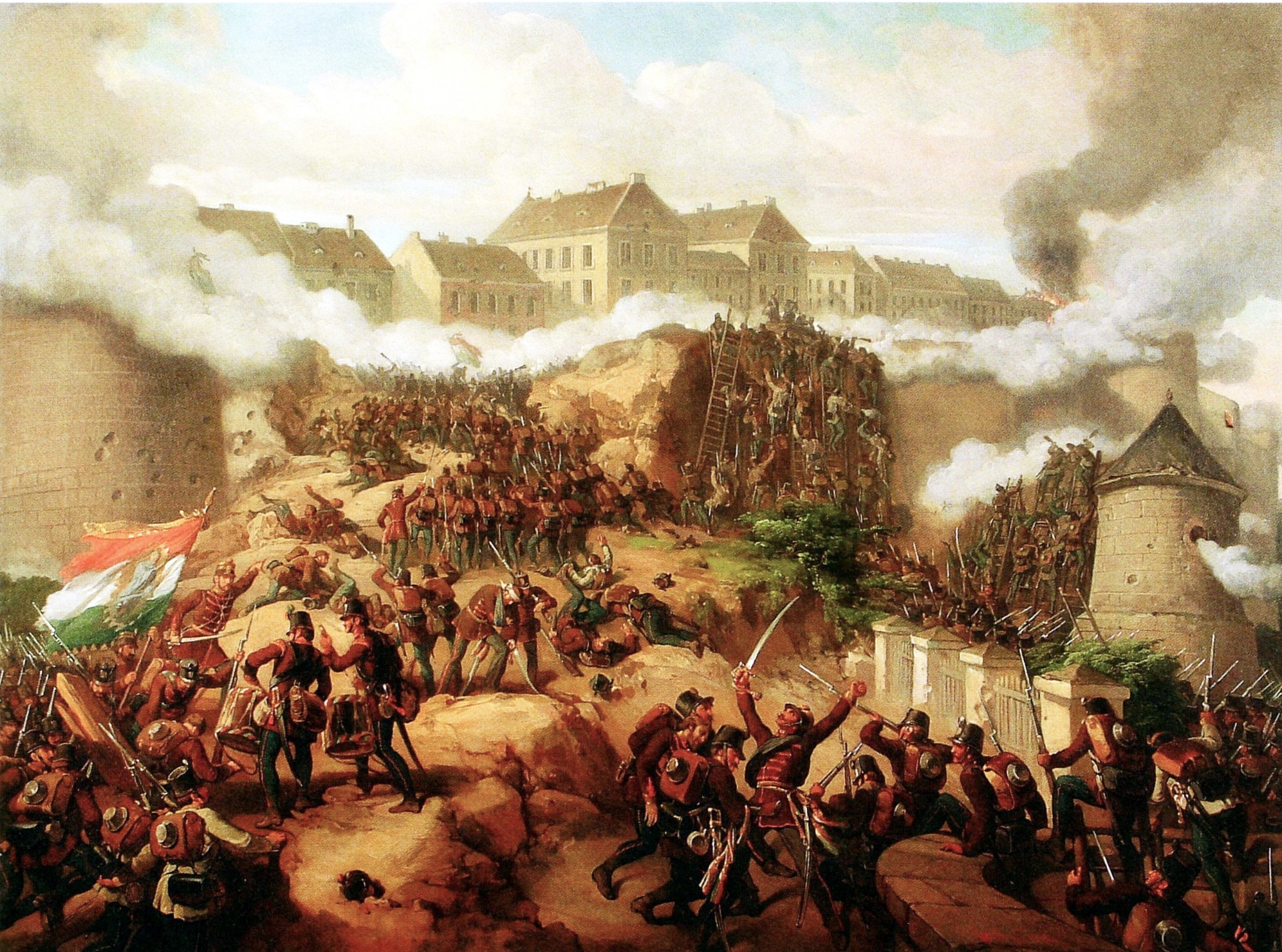
Buda ostroma (Than Mór képe

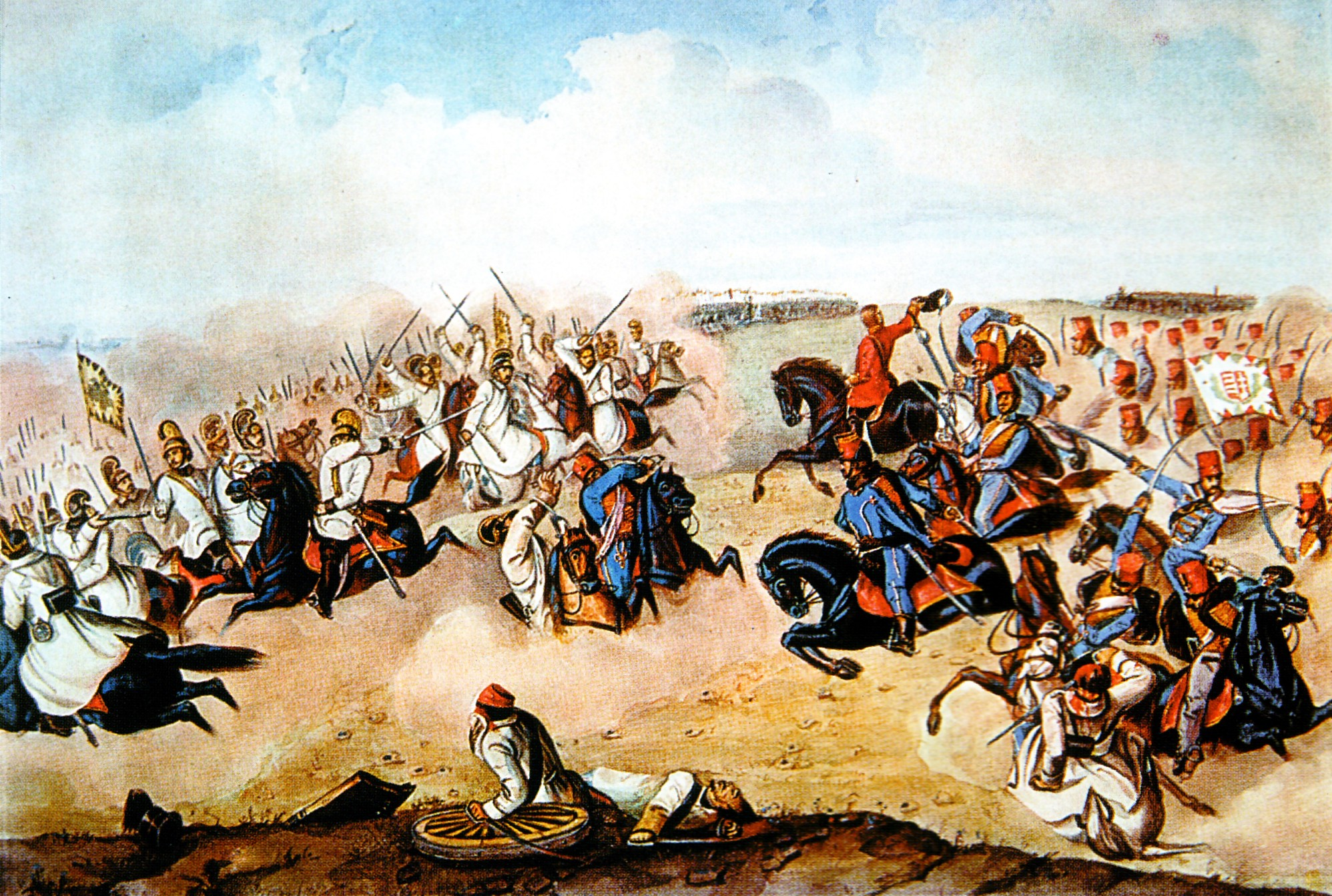
A komáromi csata

A magyar forradalom tartott a legtovább, csak 1849 augusztusában tudták leverni az osztrákok orosz segítséggel. Az események március 15-én kezdődtek, amikor a radikális ifjúság kihirdette 12 pontból álló követeléseiket, többek között az önálló magyar kormányról, a sajtószabadságról és a népképviseleti országgyűlés összehívásáról. Vonulásuk hamarosan tömegtüntetéssé vált és a hatóságok egy része is az oldalukra állt. A pozsonyi országgyűlés küldöttséget intézett a császárhoz, aki engedett követeléseiknek és kinevezte a Batthyány-kormányt. Az ország továbbra is a birodalom része maradt perszonálunió révén, de az államforma alkotmányos monarchiára változott. Az új rendszer hiányosságai közé tartozott a jobbágyfelszabadítás halogatása és a nemzetiségi kérdés megoldatlansága, mert a liberális nacionalista kormány elutasította a horvátok, szerbek és románok emancipációs követeléseit. 
Nyár végére Bécs elég erősnek érezte a helyzetét ahhoz, hogy ultimátumot intézzen a magyarokhoz az új törvények visszavonására; amikor ezt elutasították, a horvátok segítségével nyílt fegyveres erővel lépett fel. Az előrenyomuló horvátokat a magyarok a pákozdi csatában megállították. A magyar kormány lemondott és a végrehajtó hatalom Kossuth Lajos elnökletével az Országos Honvédelmi Bizottmány kezébe került. A románok és a szerbek Bécs támogatásával fellázadtak. Október 6-án Bécsben újabb forradalom tört ki, de azt – bár a magyarok megpróbáltak a segítségére sietni – a császárhű csapatok a hónap végére elfojtották. 1848/49 telén az osztrák hadsereg betört Magyarországra és a kormányzat Debrecenbe költözött. Tavasszal azonban fordult a hadiszerencse és a magyarok visszaszorították a támadókat, visszafoglalták Budát is. Ferenc József kénytelen volt segítséget kérni I. Miklós orosz cártól (aki minden forradalmi mozgalomnak esküdt ellensége volt). Június közepén mintegy 300 ezres orosz hadsereg lépte át a határt és augusztusra az osztrákokkal közösen leverték a forradalmat. Kossuth külföldre menekült, 13 másik vezetőt kivégeztek, az országban katonai kormányzást vezettek be. A forradalomnak rövid távon így is voltak maradandó hatásai, a jobbágyok felszabadultak. Hosszabb távon, amikor 1866-ban a birodalom vereséget szenvedett a poroszoktól és az olaszoktól, az újabb felkeléstől való félelmében az uralkodó autonómiát adott Magyarországnak.

#### Galícia
Az ukrán nemzeti mozgalom központja Galícia volt. 1848 áprilisában a görögkatolikus egyház vezetésével petíciót intéztek a császárhoz, amelyben kérték, hogy a rutén többségű területeken a nyelvet tanítsák az iskolákban, használhassák a hivatalokban és a görögkatolikus  papok egyenjogúak legyenek más felekezetűekkel. Május 2-án felállt a Legfelsőbb Rutén Tanács, amely főleg a császárhoz lojális tagokból állt. Céljául azt tűzte ki, hogy az inkább rutén népességű Kelet-Galíciát válasszák le a lengyel Nyugat-Galíciáról és a terület kapjon autonómiát.
Észak-Bukovinában 1848 őszén fegyveres parasztfelkelés tört ki, amelyet a hatóságoknak csak 1849 nyarára sikerült letörniük.

### Német államok

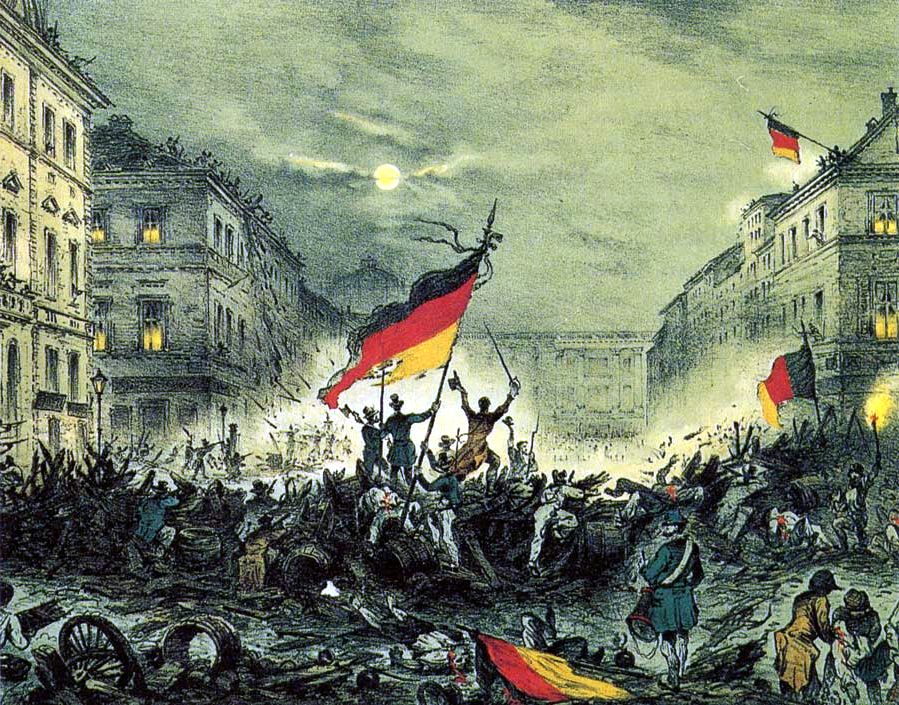
Berlini forradalmárok a német egység zászlajával

A német nyelvterület déli és nyugati államaiban kirobbanó "márciusi forradalmat" diákok és értelmiségiek kezdeményezték. Tömegtüntetéseiken német egységet, sajtó- és gyülekezési szabadságot követeltek. A felkeléseket alig koordinálták, de közös céljuk volt, hogy megszabaduljanak a tradicionális, autokrata rendszerektől, amely a Német Szövetség mind a 39 tagállamát jellemezte. Akárcsak Franciaországban, itt is szembekerült egymással a közép- és a munkásosztály és végül a konzervatív arisztokrácia győzedelmeskedett. A forradalmak liberális vezetői közül sokan száműzetésbe kényszerültek.

### Dánia

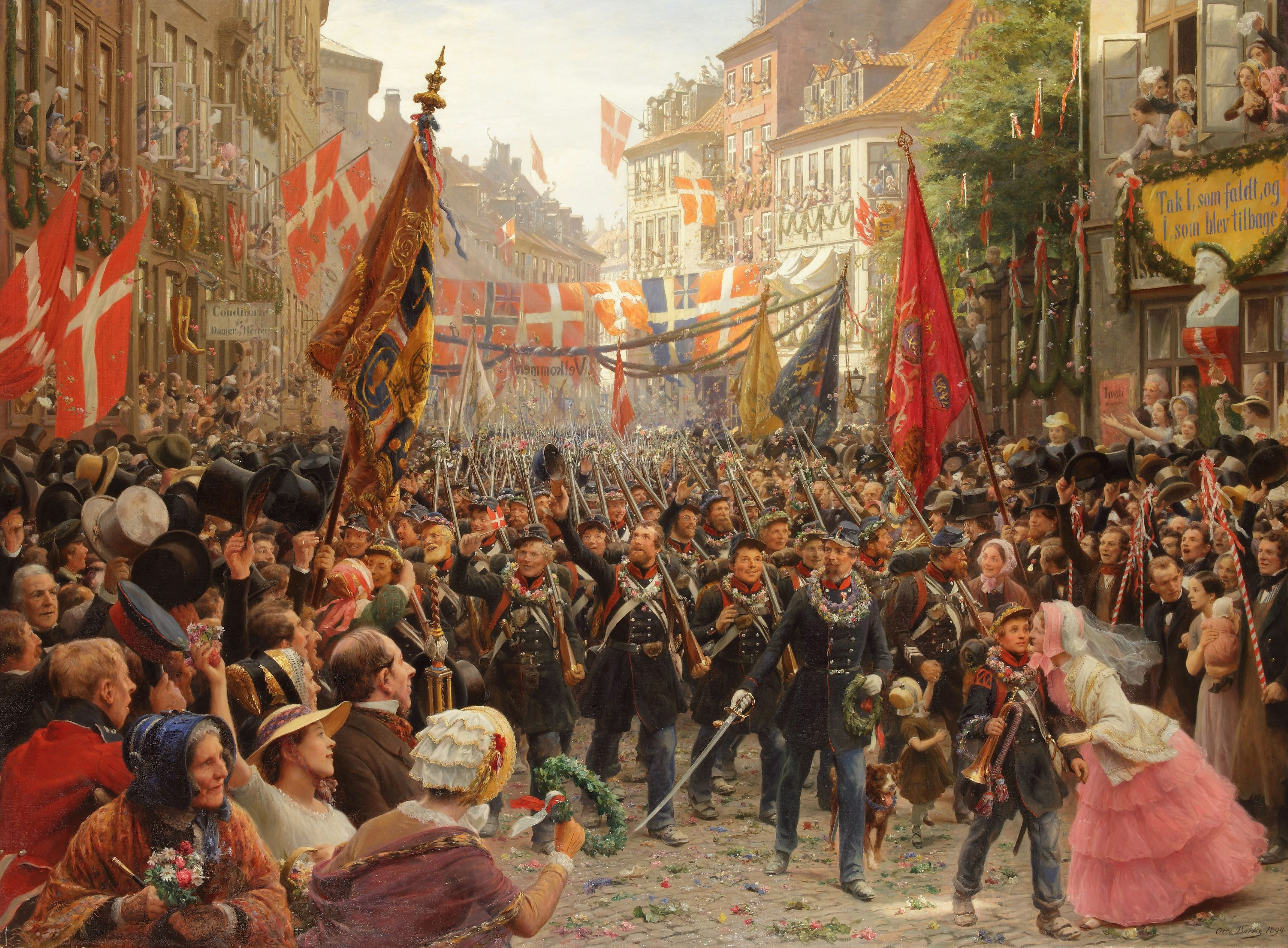
A dán hadsereg győzelmi felvonulása az első schleswigi háború után

Dánia abszolutista, bár óvatos liberális reformokra hajlandó királya, VIII. Keresztély 1848 januárjában meghalt. Utóda, VII. Frigyes a nemzeti liberálisok márciusi tüntetéseinek hatására beadta a derekát, új kormányt nevezett ki, amely júniusra kidolgozta az új alkotmányt. Az államforma így alkotmányos monarchiára változott. Létrehozták a kétkamarás parlamentet, a Rigsdagot. Bár a hadsereg tisztjei elégedetlenek voltak a fordulattal, de elfogadták az új rendszert, amely – ellentétben a többi országgal – tartósnak bizonyult. Az alkotmány azonban nem terjedt ki Schleswig Hercegségére, amelynek helyzete nyitott maradt.

#### Schleswig
A német-dán lakosságú Schleswigi Hercegség feje a mindenkori dán király volt, de formálisan különállt Dániától. Az új nacionalista dán kormány az alkotmány kiterjesztésével integrálni akarta a régiót az országba, mire a pángermán nézetek által áthatott németek fellázadtak. 
Poroszország segítséget nyújtott a felkelőknek, míg a dánok svéd önkéntesektől kaptak támogatást. Az első schleswigi háborút a korábbi status quo megtartásával zárták le előbb Berlinben 1850-ben, majd Londonban 1852-ben. Schleswig (és Holstein) perszonálunióval továbbra is csatlakozott Dániához, de annektálásuk tilos volt. Utóbbit a dánok 1863-ban mégis megkísérelték, mire a második schleswigi háborúban vereséget szenvedtek a porosz-osztrák erőktől.

### Pápai Állam

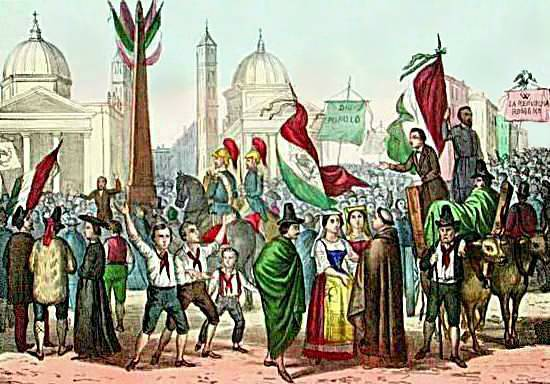
A Római Köztársaság kikiáltása

IX. Piusz liberális hírében álló, reformer pápa volt, aki 1846-os megválasztása után szabadon engedte a politikai foglyokat, enyhített a cenzúrán, elkezdte átalakítani az államtanácsot. 1848. március 14-én kihirdették az alkotmányt, és parlamenti választásokat is tartottak. A észak-olasz forradalmak után azonban Piusz csak a pápai területek védelmére küldött északra csapatokat és nem üzent hadat Ausztriának, amit népe egy része árulásként fogott fel. A lakosság elégedetlenségét a munkanélküliség is növelte.
A custozzai csatavesztés után hazatérő önkéntesek tovább erősítették az Ausztria-ellenes háború pártját. Piusz a lázongók lecsillapítása érdekében lecserélte a kormányát, de annak vezetőjét, Pellegrino Rossit november 15-én meggyilkolták, majd tüntetéseken követelték egy demokratikus kabinet kinevezését és az Ausztria elleni hadüzenetet. A pápa 24-én a nápolyi királyságba menekült. 1849. február 5-én összeült az alkotmányozó nemzetgyűlés, 9-én pedig megfosztották az egyházfőt világi hatalmától és kikiáltották a Római Köztársaságot. A franciák, majd később az osztrákok is Piusz segítségére siettek. Az előbbiek június 3-án ostrom alá vették Rómát, egy hónappal később pedig a forradalom megbukott.

### Lengyelország
A Poroszország által annektált lengyel területeken március 20-án kezdődtek a tüntetések (Posenben), majd rövidesen a Lengyel Légió felállítására és fegyveres összecsapásokra is sor került. A felkelők a poroszországi lengyel területek függetlenségét, majd a Habsburg és Orosz Birodalomhoz csatolt területeken élő lengyel lakossággal összefogva Lengyelország függetlenségét szerették volna megvalósítani, de a porosz csapatok a felkelést két hónapon belül leverték, az amúgy is jóformán névleges autonómiával rendelkező Poseni Nagyhercegséget pedig beolvasztották a porosz államba. 

### Román fejedelemségek

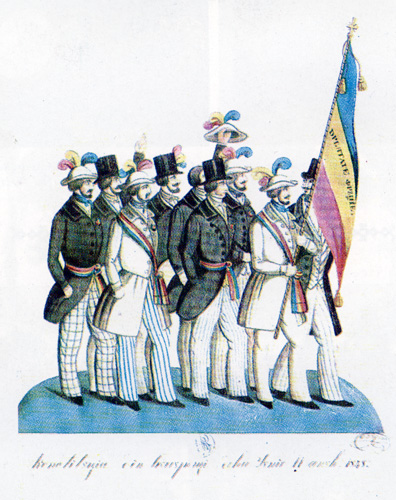
Bukaresti forradalmárok

A Moldvai Fejedelemségben április 8-án gyűltek össze középosztálybeli fiatal értelmiségiek, hogy döntsenek a politikai reformok kikényszerítéséről. Petíciót intéztek Mihail Sturdza fejedelemhez, aki erőszakkal válaszolt és a hadsereget küldte az ellenzékiek letartóztatására. Mintegy 300 embert elfogtak, néhányat megöltek. A további szervezkedéseket megelőzendő, júliusban orosz csapatok lépték át a határt. 
A moldvai példától inspirálva a havasalföldi liberális értelmiség 1848 júniusában kirobbantotta a forradalmat. Követeléseiket – a törvényhozó és végrehajtó hatalom szétválasztása, egyenjogúság, zsidók és cigányok emancipációja, a fejedelmek ötévenkénti választása – az islazi proklamációban fogalmazták meg. A tüntetések és a hadsereg semlegessége miatt Gheorghe Bibescu fejedelem előbb aláírta az új alkotmányt, majd röviddel később lemondott és külföldre távozott. Az ideiglenes kormány liberális reformok sorozatát hajtotta végre, de hamarosan belső konfliktusok őrölték fel erejét, elsősorban a földreform ügyében. Két sikertelen államcsíny tovább gyengítette erejét, nemzetközi elfogadottságát pedig lehetetlenné tette az erőteljes orosz tiltakozás. 1848 szeptemberében – török jóváhagyással – az oroszok benyomultak a fejedelemségbe és leverték a forradalmat. 

### Belgium
Belgiumban már az 1830-as forradalom során liberális kormányzat került hatalomra, így 1848 márciusában csak néhány kisebb helyi zavargásra került sor. Azonban március 26-án és 29-én összesen mintegy hatezer, Franciaországban dolgozó belga (az ún. Belga Légió) fegyveresen átlépte a határt, hogy megdöntsék a monarchiát. A hadsereg őket részben lefegyverezte, részben egy összecsapásban megfutamította. 

### Svédország
A svéd fővárosban 1848. március 18–19-én tüntetésekre került sor, melyeken politikai reformot követeltek. A rendet a hadsereg segítségével állították helyre, amely 18 halálos áldozattal járt.

### Írország
Az írországi nagy éhínség közepette megnövekedett a nacionalista, republikánus csoportok támogatottsága. 1847 decemberében a brit parlament gyakorlatilag katonai kormányzást vezetett be az íreknél, hogy megelőzze a lázadásokat. 1848 júniusában az Ifjú Írország párt lázadást robbantott ki, amelyet azonban az első fegyveres összecsapásnál a rendőrök szétvertek, a párt vezetőit letartóztatták. 

### Spanyolország
Spanyolországban 1848/49-ben nem került sor forradalomra, de ekkor alakult meg a balközép Progresszív Párt radikális balszárnyából a Demokrata Párt, amely a francia második köztársaság hatására felvette repertoárjába a republikánus eszméket. 1852-ben a népek tavasza utóhatásaként a radikálisok, liberálisok és haladó konzervatívok szövetsége megbuktatta a konzervatív Mérsékelt Párt évtizedes uralmát.  Két évvel később a szövetség jobboldali tagjai megpróbálták elűzni a republikánus frakciót, amelyet katonai puccs és a konzervatívok visszatérése követett (önkéntelenül is utánozva III. Napóleon államcsínyét).

## Következmények

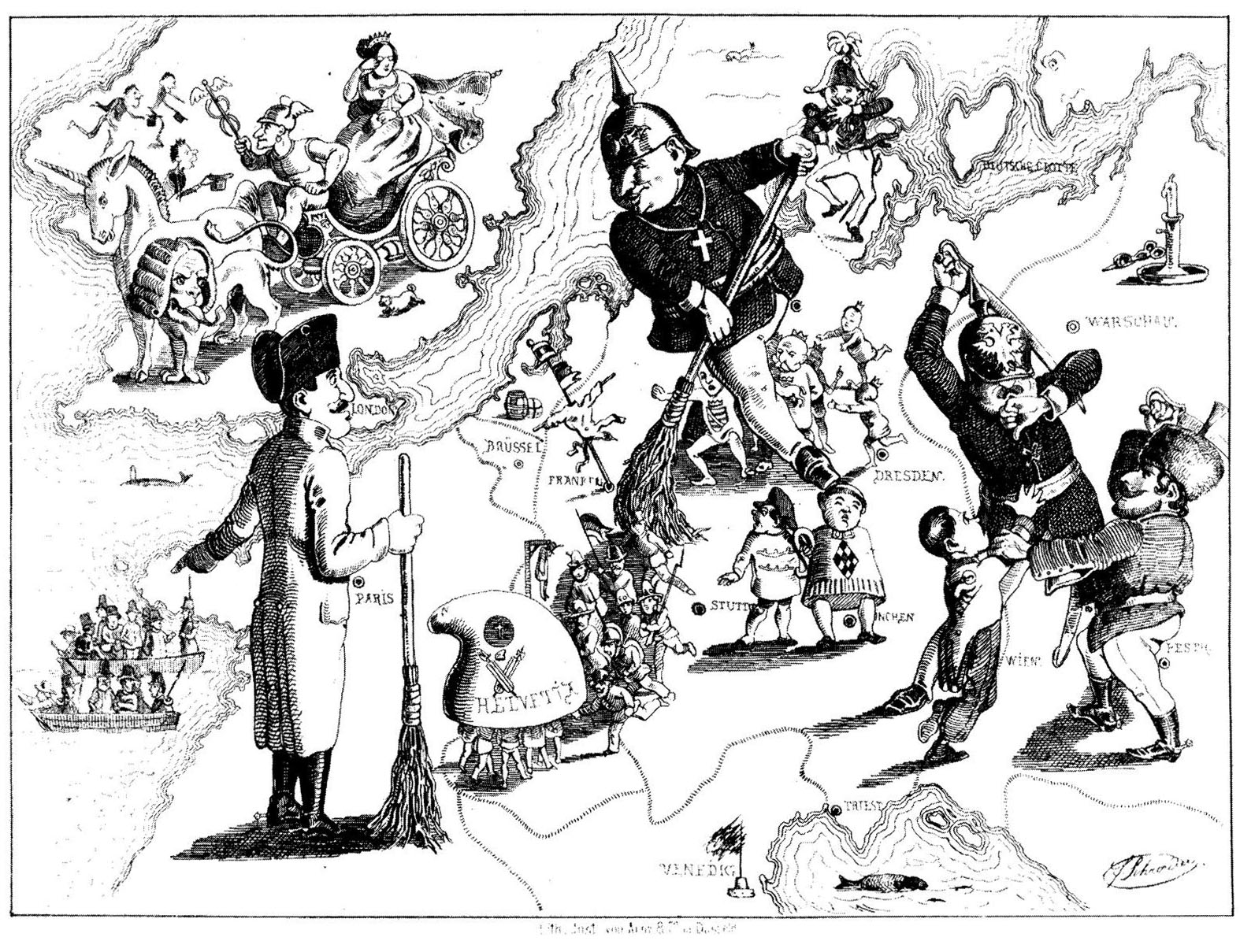
Karikatúra az 1848/49-es forradalmak leveréséről

Az 1848-as forradalmak számos célkitűzése az 1870-es évekre megvalósult, ám többnyire azok ellenségei valósították meg őket. Magyarország autonómiáját Ferenc József és a mérsékelt Deák Ferenc hozta létre, Németországot a konzervatív Bismarck, Olaszországot a monarchista Cavour egyesítette, az orosz jobbágyokat a cár szabadította fel.
Közvetlenül 1849 után szinte mindenütt fokozott elnyomás és szigorú cenzúra lépett életbe és a forradalmi kormányzatok által hozott reformok többségét visszavonták. Németországban a nemesség sok helyütt (mint pl. Hannoverben vagy Poroszországban) visszanyerte elvesztett privilégiumait. Ausztriában a szilveszteri pátenssel eltörölték a Franz Stadion-féle alkotmányt és alapjogok statútumát. Magyarország a Bach-korszak alatt elvesztette számos korábbi politikai vívmányát. A birodalomban az évi letartóztatások száma az 1850-es 70 ezerről 1854-re egymillióra nőtt. I. Miklós cár uralma még elnyomóbbá vált; megerősítették a titkosrendőrséget és szigorítottak a cenzúrán (több hivatalnok dolgozott a cenzúrának, mint ahány könyv megjelent). Franciaországban elkobozták Ledru-Rollin, Hugo, Baudelaire és Proudhon műveit.
Egyes 1848-as reformok maradandónak bizonyultak. Ausztriában és Poroszországban eltörölték a feudális maradványokat, így a parasztok helyzete sokat javult. Franciaországban megmaradt az általános – férfi – választójog. Középtávon Oroszország végre rákényszerült a jobbágyok felszabadítására, a Habsburgok pedig politikai önkormányzati jogokat adtak Magyarországnak. Dániában és Hollandiában is megmaradtak az 1848-ban bevezetett reformok. 
A következő évtizedben még nem igazán látszott változás, emiatt sokan kudarcnak tartották a forradalmakat. Marx burzsoá jellegüket kritizálta. A változás azonban már megkezdődött, a kormányzás módszereiben. Ahogyan Otto von Manteuffel porosz miniszterelnök megjegyezte, az államot többé nem lehetett úgy vezetni, mint egy nemesi földbirtokot. A represszió korszakát olyan centrista-liberális kormányok váltották fel, amelyek egyre inkább a szocialista munkásmozgalomban látták a fenyegetést (mint pl. piemonti Cavour-kormány).

## Fordítás
- Ez a szócikk részben vagy egészben  a   Revolutions of 1848 című angol Wikipédia-szócikk ezen változatának fordításán alapul.  Az eredeti cikk szerkesztőit annak laptörténete sorolja fel. Ez a jelzés csupán a megfogalmazás eredetét és a szerzői jogokat jelzi, nem szolgál a cikkben szereplő információk forrásmegjelöléseként.